# 海倫路駅
座標: 北緯31度15分38秒 東経121度29分2秒 / 北緯31.26056度 東経121.48389度
海倫路駅（かいりんろえき）は中華人民共和国上海市虹口区に位置する4号線と10号線の駅である。

## 利用可能な鉄道路線
上海地下鉄
■4号線
■10号線

## 駅構造
- 4号線、10号線ともに相対式ホーム2面2線の地下駅。

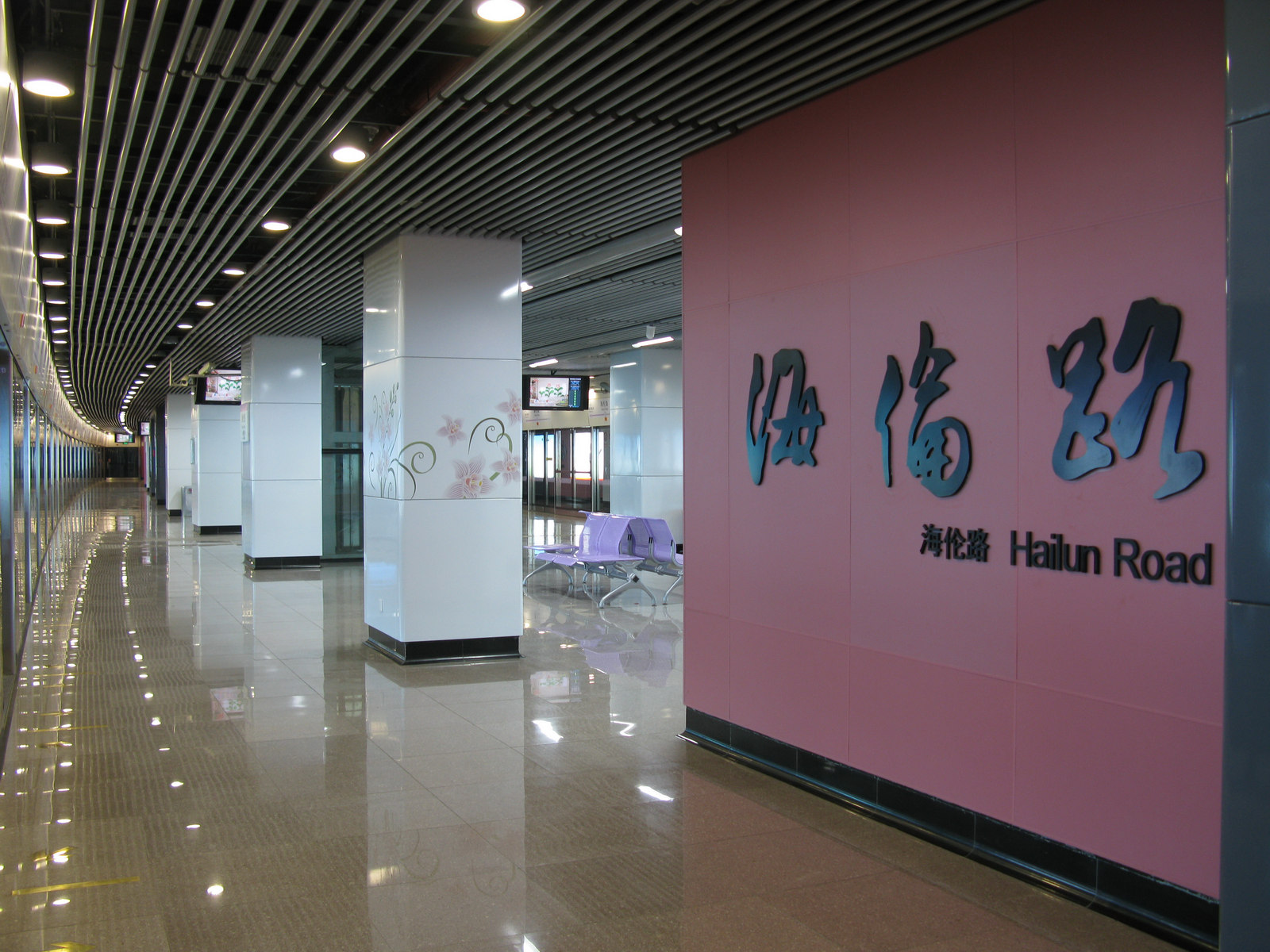
10号線ホーム
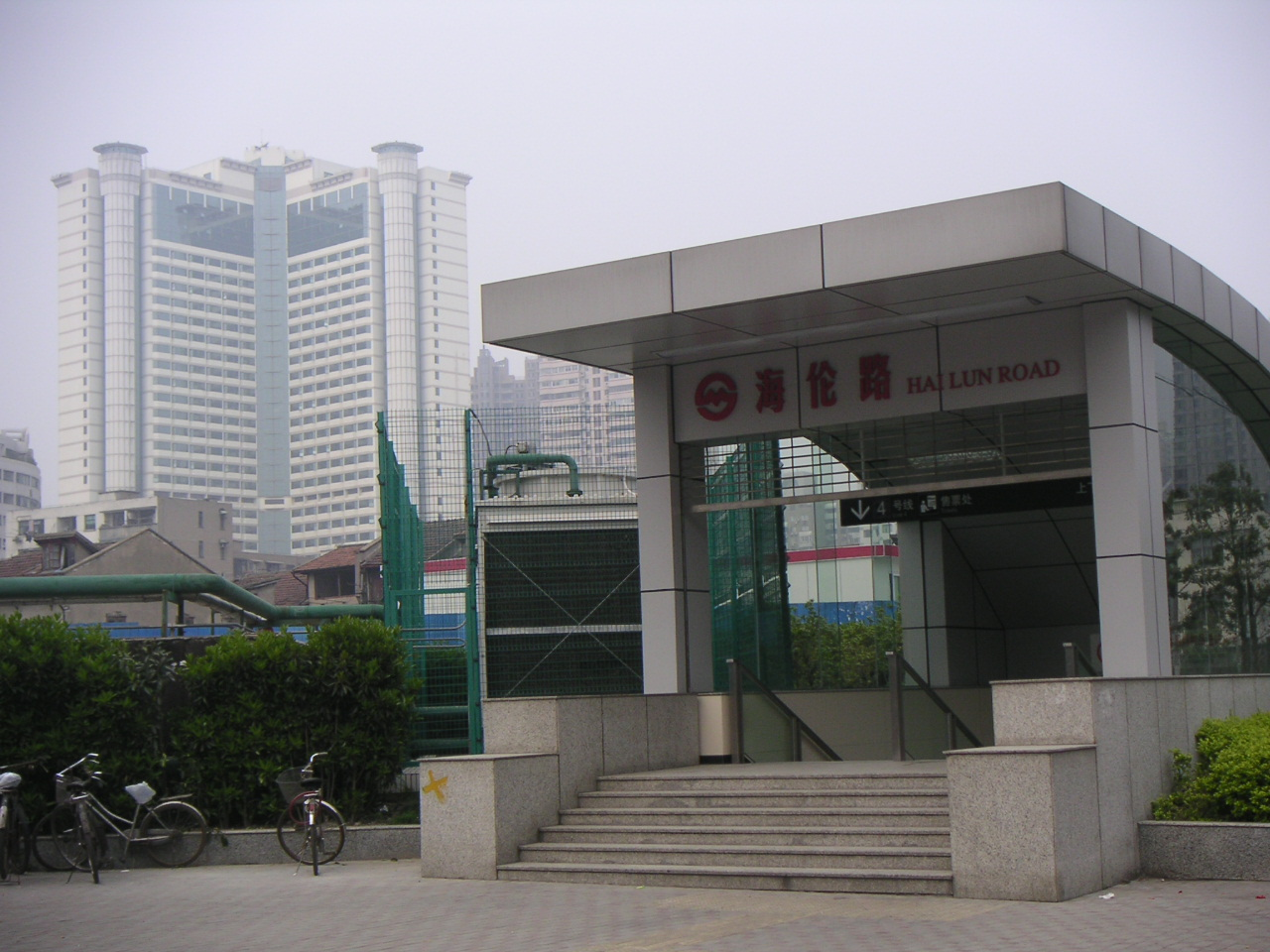
駅出口

## 駅周辺
- SNH48劇場

## 歴史
- 2005年12月31日 - 4号線開通。
- 2010年4月10日 - 10号線開通。
- 2012年1月23日 - 地盤沈下のため4号線を閉鎖して修繕工事を行う。本区間は臨時連絡バスが運行された。

## バス乗り換え
14、47、55、61、100、123、123区間、147、307、597、848、863、910、962

## 隣の駅
上海地下鉄
■4号線
宝山路駅 - 海倫路駅 - 臨平路駅
■10号線
郵電新村駅 - 海倫路駅 - 四川北路駅